# Carronia
Carronia F. Muell. – rodzaj roślin z rodziny miesięcznikowatych (Menispermaceae). Obejmuje 4 gatunki występujące naturalnie na Nowej Gwinei oraz w Australii (Nowa Południowa Walia i Queensland).

## Systematyka
Pozycja systematyczna według APweb (aktualizowany system APG III z 2009)
Rodzaj z rodziny miesięcznikowatych (Menispermaceae).
Wykaz gatunków
- Carronia multisepalea F.Muell.
- Carronia pedicellata Forman
- Carronia protensa (F.Muell.) Diels
- Carronia thyrsiflora (Becc.) Diels